# Vivicast Media
Vivicast Media anciennement National Telco Television Consortium est un regroupement d'entreprises américaines de média qui leur permet de passer des contrats avec les groupes de médias, les diffuseurs, les chaînes câblées, et les fournisseurs d'accès à Internet. Le regroupement est actif depuis 2004 mais la société Vivicast n'a été fondée qu'en 2009. Elle est basée à Memphis, Tennessee. Elle fournit des services de télévisions par internet, par câble, en vidéo à la demande, de vente à l'international.

## Historique
Le 16 juillet 2014, Disney renouvelle et élargi son contrat multiplateforme avec le consortium de média américain NTTC ajoutant les applications Watch Disney et SEC Network.
Le 12 septembre 2017, Disney et Vivicast Media (ex-NTTC) signent un accord de distribution incluant des fonctionnalités de vidéo à la demande, de redémarrage de l'émission ou de rembobinage,.